# 周怀北
周怀北（1964年2月—），湖南湘潭人，美籍华裔无线通讯领域学者，曾任武汉大学国际软件学院院长8年，现任该学院教授，国务院政府特殊津贴获得者。尔湾文化传播有限公司董事长，旗下的科研出版社（Scientific Research Publishing，简称SCIRP）和汉斯出版社（Hans Publishers）分别出版英文和中文开放获取的学术期刊，将开源期刊（Open Access）的概念引入到中国。

## 人物经历

### 教育经历
1987年8月获武汉大学空间物理及无线电物理专业硕士学位，1990年获中国科学院空间等离子体探测技术博士学位，1990年9月赴美国留学，1994年5月获马里兰大学物理与计算机学院的无线电物理博士学位。

### 工作履历
获得马里兰大学博士学位后，1994年5月至1996年1月在美国国家标准局从事无线通讯、生物信息工程等领域的博士后研究。
1996年1月至1999年5月，任美国通用电气公司高级工程师，从事卫星通讯技术的研究。
1999年5月至2002年4月，任美国摩托罗拉移动通信公司高级经理，从事移动通信网络的研究与开发。
在美国学习工作十二年后，于2002年4月返回中国任教于武汉大学兼创业、入选中科院“百人计划”。
2003年，创办湖北省留学人员创业园。
2004年8月，创立武汉拇指通科技有限公司，主要从事网络游戏和手机游戏应用的开发与运营。
2005年5月，任武汉大学国际软件学院院长。引进国际原版教材，实行双语教学，引进美国卡耐基·梅隆大学课程体系，与国外大学联合培养学生。
2006年，创办尔湾文化，以及旗下的科研出版社。
2007年，决定在中国大陆创办开放获取的学术期刊。
2009年，入选中共中央组织部“千人计划”，成为“国家特聘专家”。
2010年，在美国特拉华州注册成立汉斯出版社，出版中文开放获取学术期刊。
2011年，创立千人智库。

### 获奖
2004年，湖北省人民政府编钟奖。
2005年，国务院侨务办公室“杰出创业奖”。
2010年9月，获武汉市“黄鹤友谊奖”。

## 人物争议
2010年，《自然》报道，科研出版社在发行第一期新刊《现代物理学期刊》(Journal of Modern Physics) 和《心理学》(Psychology) 时重复刊发了已发表的论文，周怀北解释称是因张贴新期刊样刊而导致的失误。
2012年8月，被《南方日报》戎飞腾批评其学术出版社“收费发表论文”、“发表门槛过低”。面对质疑，周怀北回应称，《南方日报》声称的“机器生成的论文也可以通过审核”是“恶意攻击”，网站的服务器分布于多个国家，网站的客服也并非只在中国，开放获取的学术期刊发论文收费以维持运营是国际惯例。